# Aoife MacMurrough
Aoife MacMurrough (vers 1145-1188), en irlandais : Aoife Ní Diarmait, également connue sous le nom d'Eva de Leinster, est une aristocrate irlandaise, princesse de Leinster et comtesse de Pembroke. Elle est la fille de Diarmait Mac Murchada, roi de Leinster et de sa seconde épouse, Mór Ní Tuathail ou Mor O'Toole. Elle est aussi la nièce de l'archevêque de Dublin Laurent O'Toole. 

## Biographie
En tant que fille de roi, la jeune Aoife bénéficie d'une meilleure éducation que la plupart des autres jeunes filles d'Irlande ; son statut lui assure d'être éduquée dans le droit du pays et de connaître le latin de l'Église. 
Le 25 août 1170, à la suite de l'invasion normande de l'Irlande que son père, qui cherchait une alliance militaire dans sa querelle avec le roi de Breffni, Tiernan O'Rourke, avait demandé, elle se marie dans la cathédrale de Christchurch à Waterford au chef des forces normandes, Richard FitzGuilbert de Clare, 2e comte de Pembroke, mieux connu sous le nom de Strongbow. 
Son frère, Domhnall Caomhánach, succède à leur père en 1171 après avoir proclamé roi de Leinster par les chefs de clans irlandais. Domhnall était le fils ainé mais réputé illégitime de son père, Son époux du de jure uxoris, cherchera à contester ses prétentions au trône. Aoife a mené des troupes au combat et est parfois connu sous le nom de Red Eva (en irlandais : Aoife Rua).

## Descendance
Elle a eu un fils et une fille avec son mari : 
- Isabelle de Clare (après 1172-1220), héritière de son père et de son frère, épouse Guillaume le Maréchal en 1189 ;
- Gilbert de Striguil (1173-1185), troisième comte de Pembroke.

Par leur fille, leurs descendants ont en quelques générations inclus une grande partie de la noblesse européenne, dont tous les monarques d'Écosse depuis Robert Ier, tous ceux d'Angleterre, de Grande-Bretagne et du Royaume-Uni depuis Henri IV (1367-1413), et, à part Anne de Clèves, toutes les épouses d'Henri VIII. 

## Mort
La date exacte de la mort d'Aoife de Leinster est inconnue, même si 1188 est suggérée. Devenue veuve jeune, elle a vécu de nombreuses années après la mort de Strongbow en 1176 et s'est consacrée à élever ses enfants et à défendre leurs terres.